# Hendrik Beelen
Hendrik Frans Beelen (Kessenich, 15 januari 1910 - Hasselt, 26 augustus 1969) was een Belgisch volksvertegenwoordiger en advocaat.

## Levensloop
Beelen promoveerde tot doctor in de rechten en werd advocaat.
In 1946 werd hij verkozen tot CVP-volksvertegenwoordiger voor het arrondissement Hasselt. Hij bleef dit tot in 1949. In dat jaar nam hij ontslag als voorzitter van de CVP, afdeling Hasselt.